# Songo (Angola)
Songo ist eine Kleinstadt und ein Landkreis in Angola, im Südwesten Afrikas.

## Verwaltung
Songo ist Sitz eines gleichnamigen Landkreises (Município) in der Provinz Uíge. Der Kreis hat etwa 44.000 Einwohner (Schätzung 2013). Die Volkszählung 2014 soll fortan genaue Bevölkerungsdaten liefern.
Zwei Gemeinden (Comunas) liegen im Kreis:
- Kinvuenga
- Songo

Insgesamt 81 Ortschaften befinden sich im Kreis Songo.